# Elektrická jednotka E259
Série E259 (E259系 japonsky) je stejnosměrná elektrická jednotka provozovaná železniční společností Východojaponská železniční společnost (JR East) v Japonsku.
Celkem je v provozu 22 jednotek od roku 2009. Tento typ je provozován na vlacích "Narita Express" z a na Letiště Narita vzdáleného 57 km od centrálního nádraží v Tokiu, kde lze přestoupit na vlaky Šinkansen.
Hlavní důvod pořízení byl prostý – dříve provozovaný typ 253, vyráběný od roku 1990 se stal zastaralým, okamžikem, kdy konkurenční společnost Keisei Electric Railway Co., Ltd., jezdící na stejném výkonu pořídila nová vozidla série AE. Jednotky 253 pak byly převedeny na jiné výkony.

## Složení jednotek
Jednotka je složená ze 6 vozů, 4 vložených elektrických motorových vozů a 2 čelních vozů. Lze spojit 2 jednotky do 12 vozového vlaku.
| Č. vozu   | 1/7       | 2/8              | 3/9              | 4/10             | 5/11             | 6/12      |
| --------- | --------- | ---------------- | ---------------- | ---------------- | ---------------- | --------- |
| Označení  | Tc'       | M'               | M                | M'               | M                | Tsc       |
| Typ vozu  | Řídící    | Motorový vložený | Motorový vložený | Motorový vložený | Motorový vložený | Řídící    |
| Číslování | KuHa E258 | MoHa E258        | MoHa E259        | MoHa E258-500    | MoHa E259-500    | KuRo E259 |

Pantografy se nacházejí na vozech 3 a 5. Vůz 3 má jeden, vůz 5 má 2, z čehož 1 je záložní.
1. třída "Green class" se nachází ve voze 6.
Jednotky jsou označeny Ne001 až Ne022.

## Interiér
U vstupu do každého vozu je prostor s boxy pro zavazadla, které jsou chráněny proti krádeži zámky i kamerovým systémem. Zavazadla lze umístit i do přihrádek nad sedadly. Sedadla jsou v interiéru uspořádána systémem 2+2. V prostoru pro cestující se též nacházejí informační panely, poskytující informace v 4 jazycích: japonštině, angličtině, čínštině a korejštině. Sedadla ve 2. třídě "Standard class" jsou látková se šířkou 1020 mm, v 1. třídě "Green class" jsou kožená, široká 1160 mm. Každé sedadlo je vybaveno elektrickou zásuvkou. Prostor je klimatizován. Lze se též připojit k internetu díky anténě systému WiMAX umístěné na střeše vozu.
Stanoviště strojvedoucího je umístěné v řídícím voze na vyvýšeném místě, které je přístupné z prostoru cestujících a jež není od tohoto prostoru nijak oddělené. Pod ním se nacházejí v čele dvoukřídlé dveře, sloužící k přechodu mezi 2 spojenými jednotkami.

## Galerie

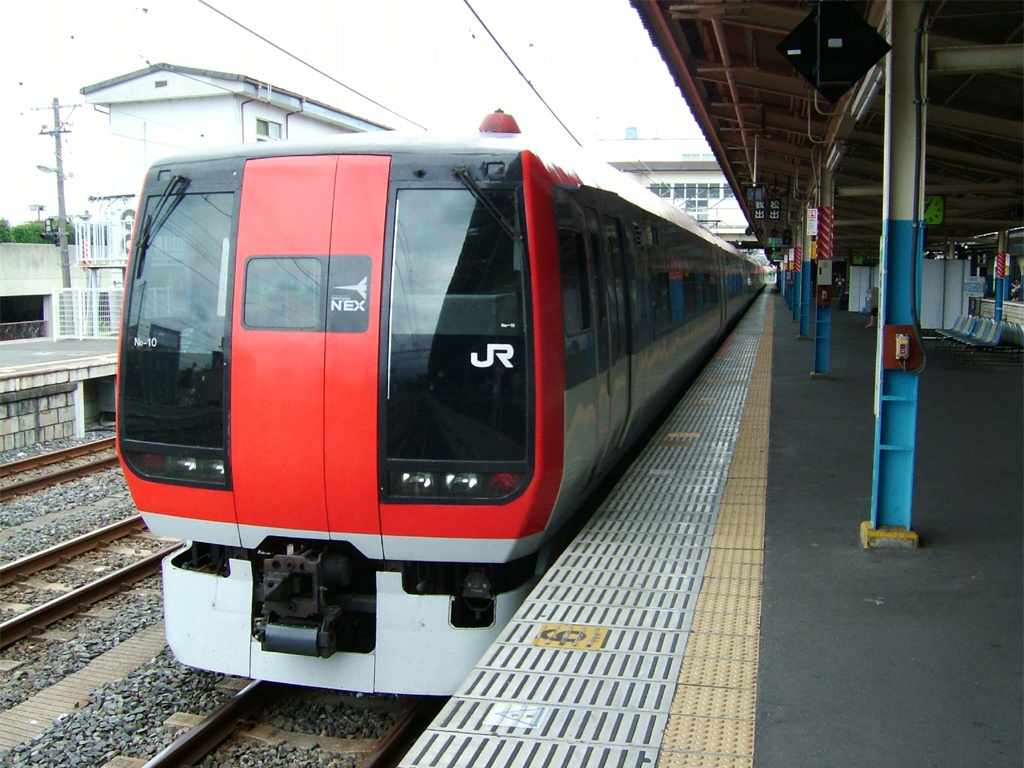
Předchůdce E259, jednotka 253
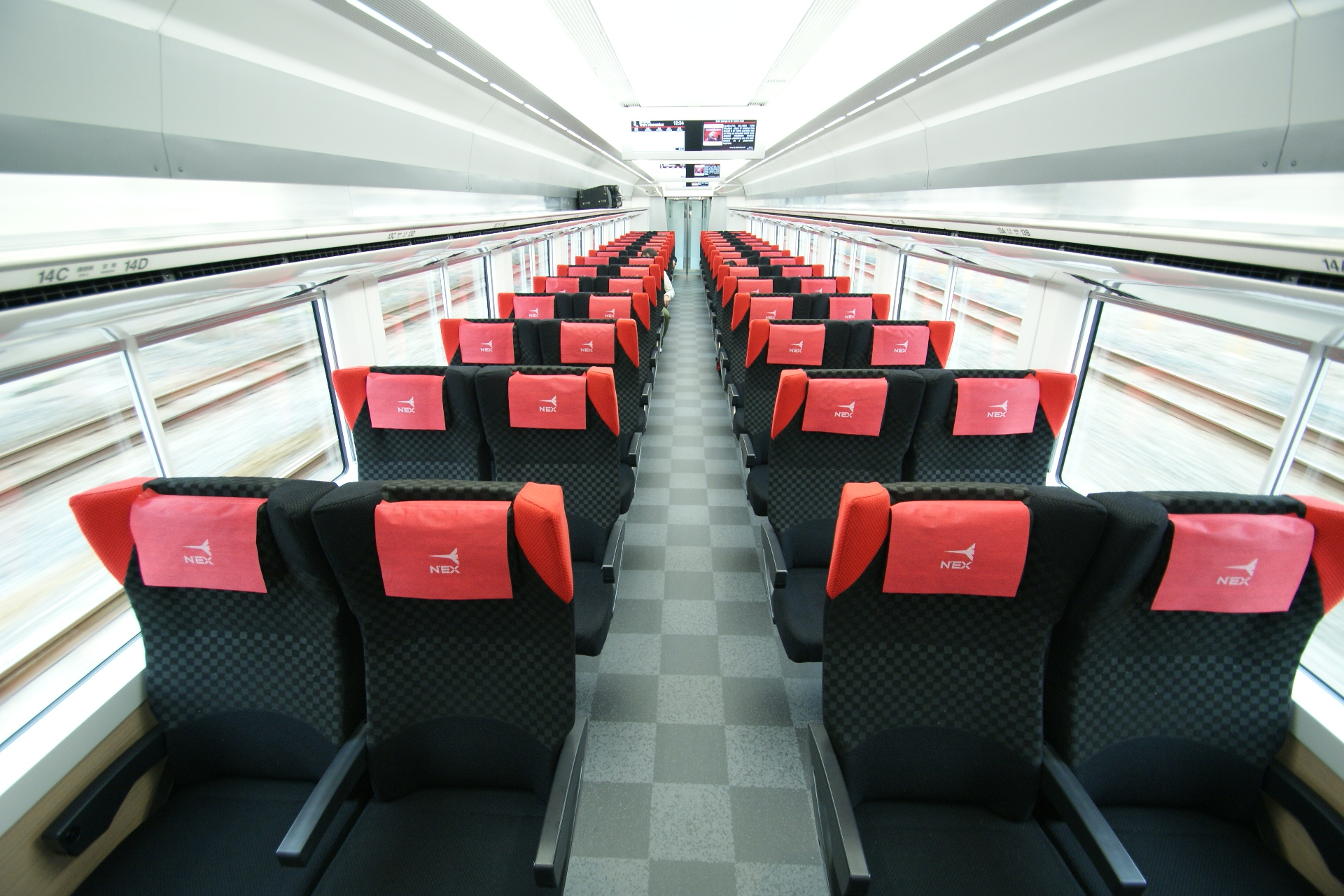
Interiér "Standard class"
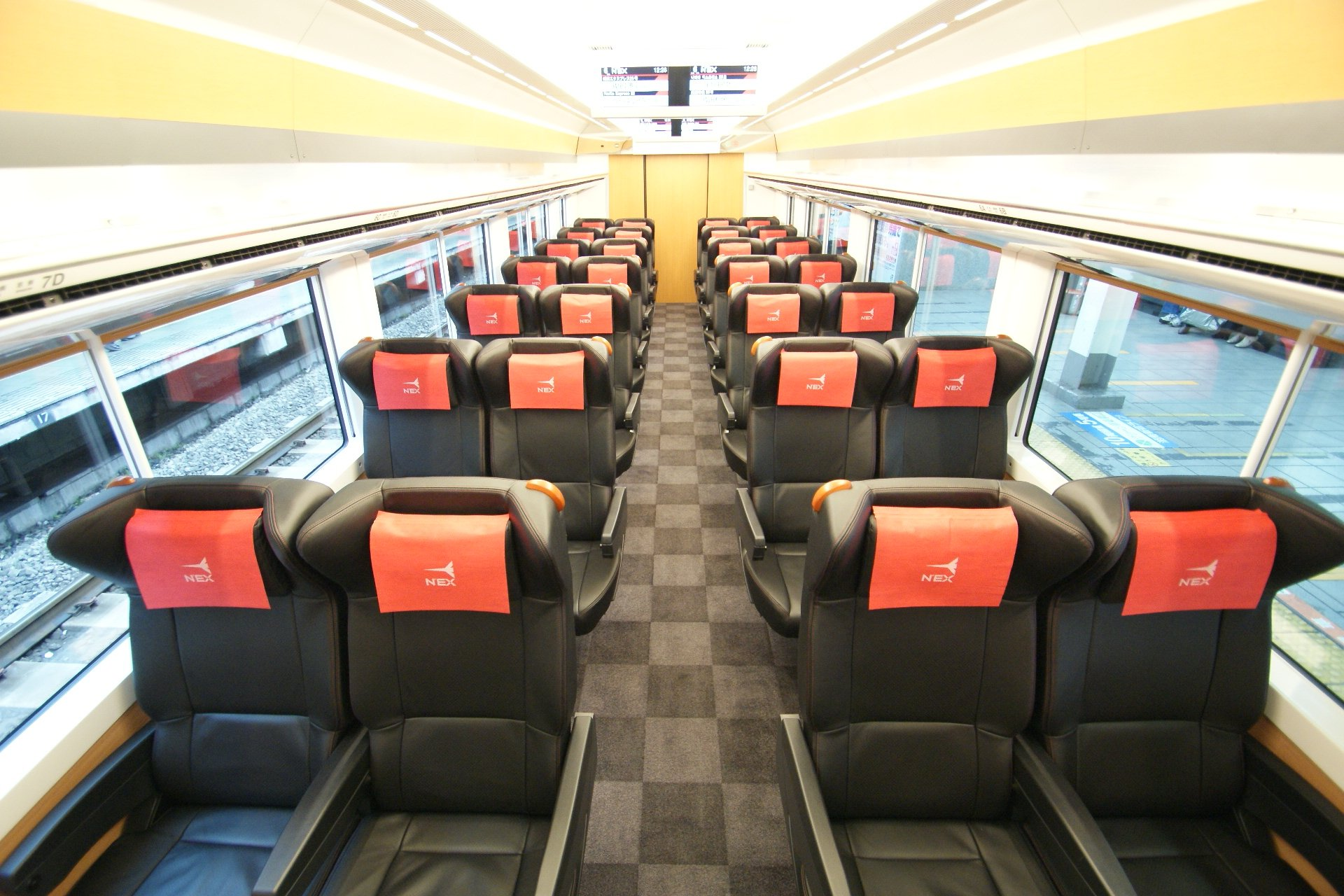
Interiér "Green class"
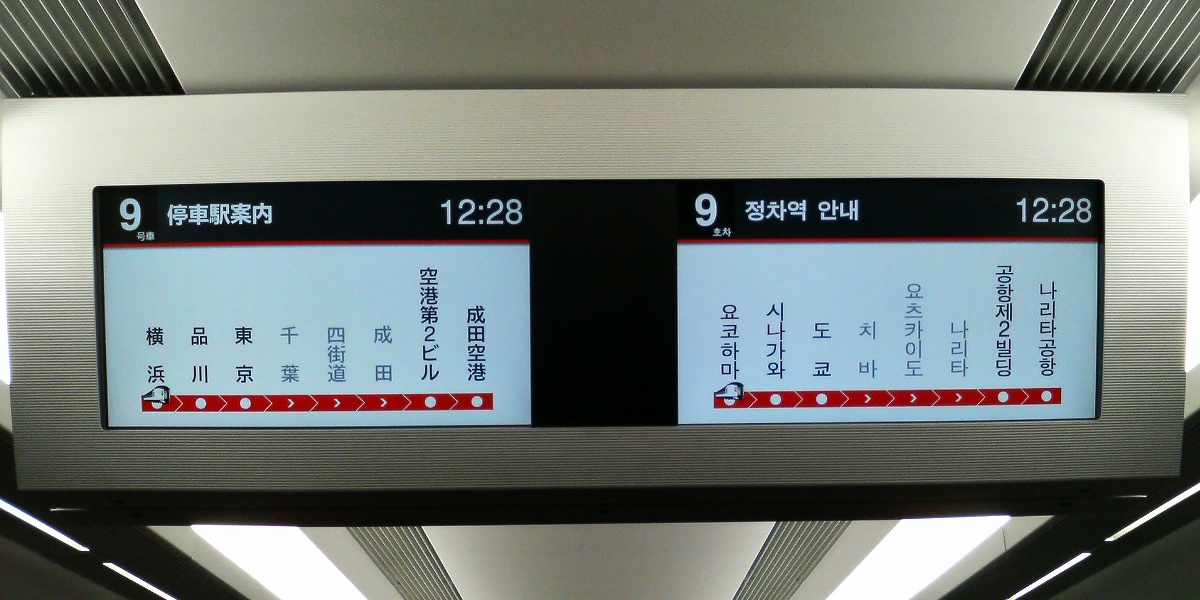
Informační systém
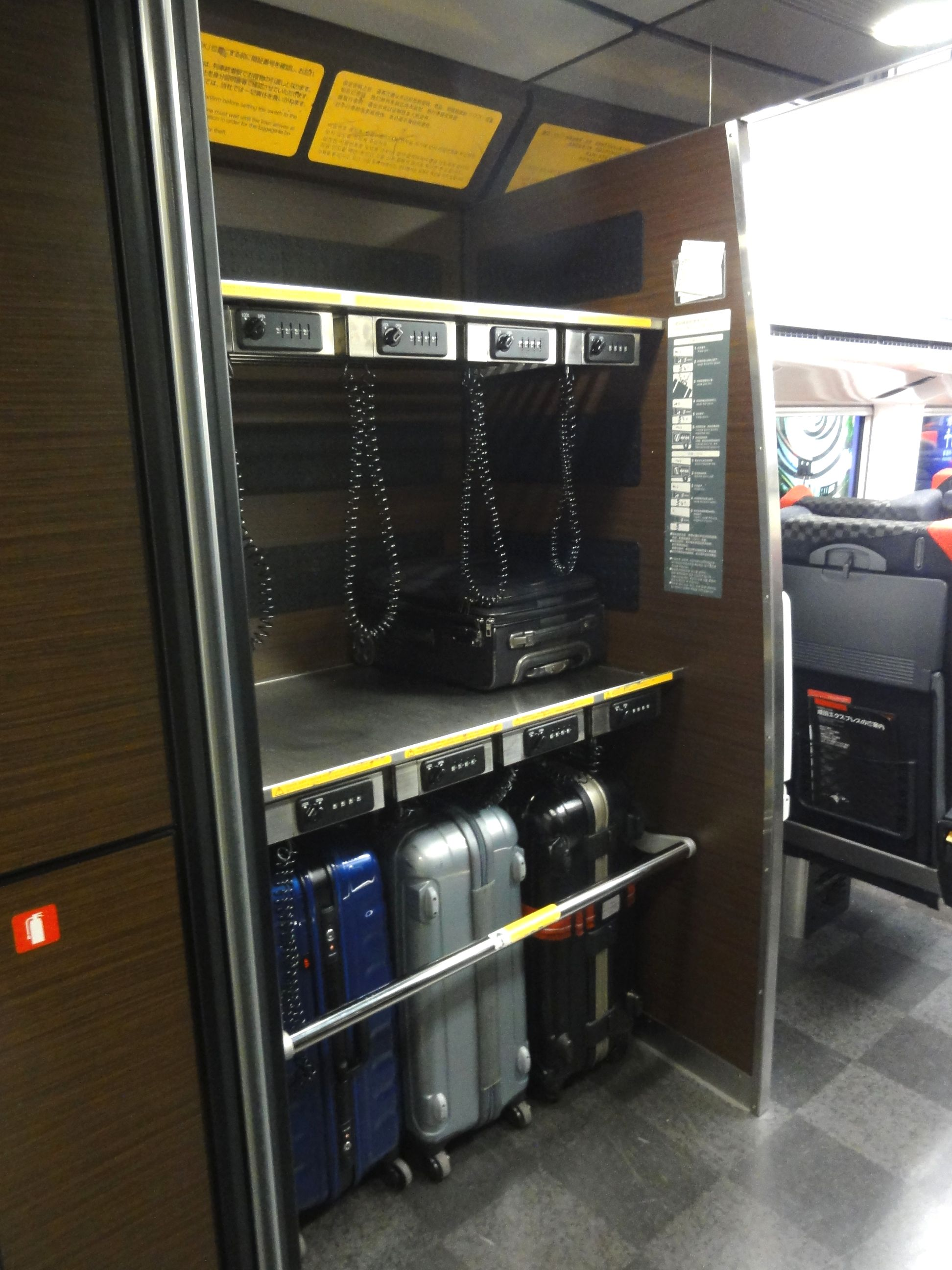
Úložné boxy
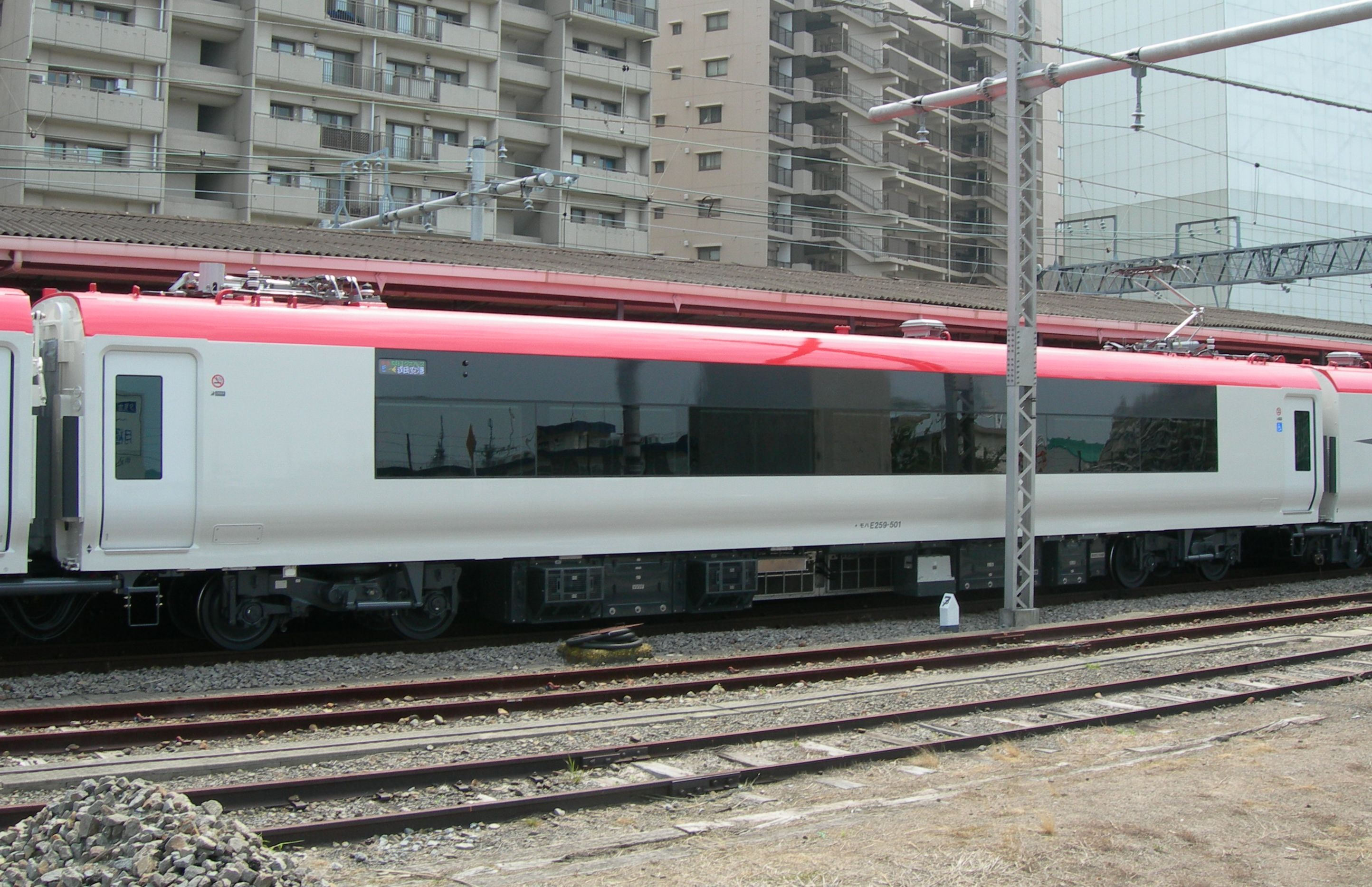
5. vůz
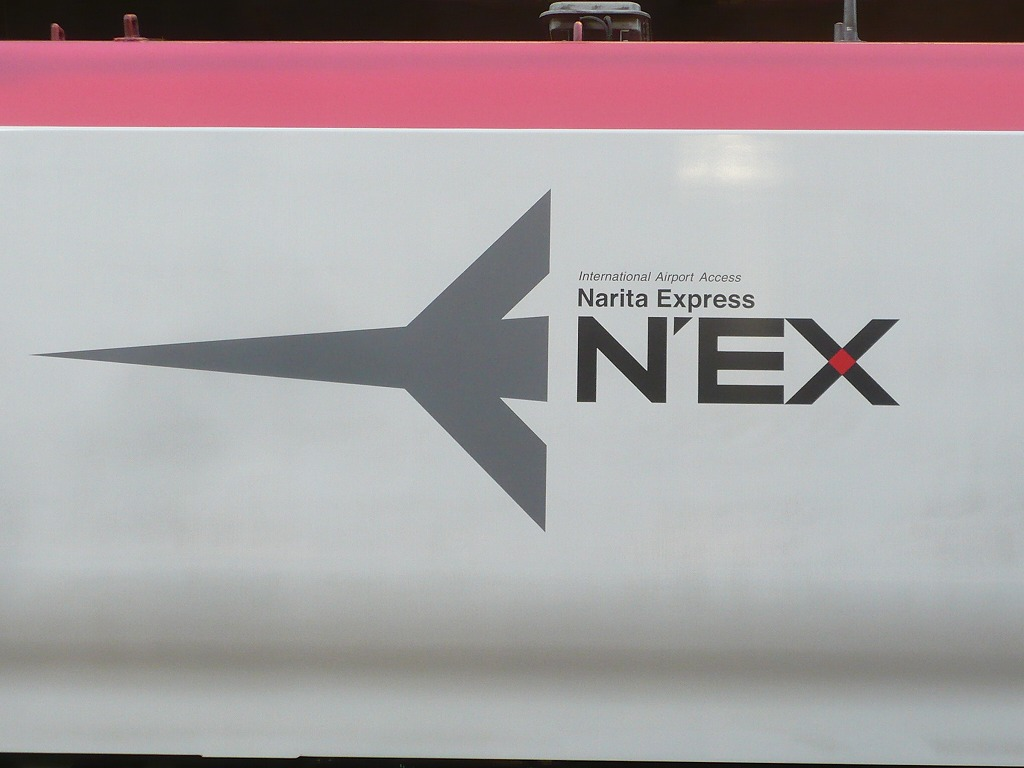
Logo N'Ex
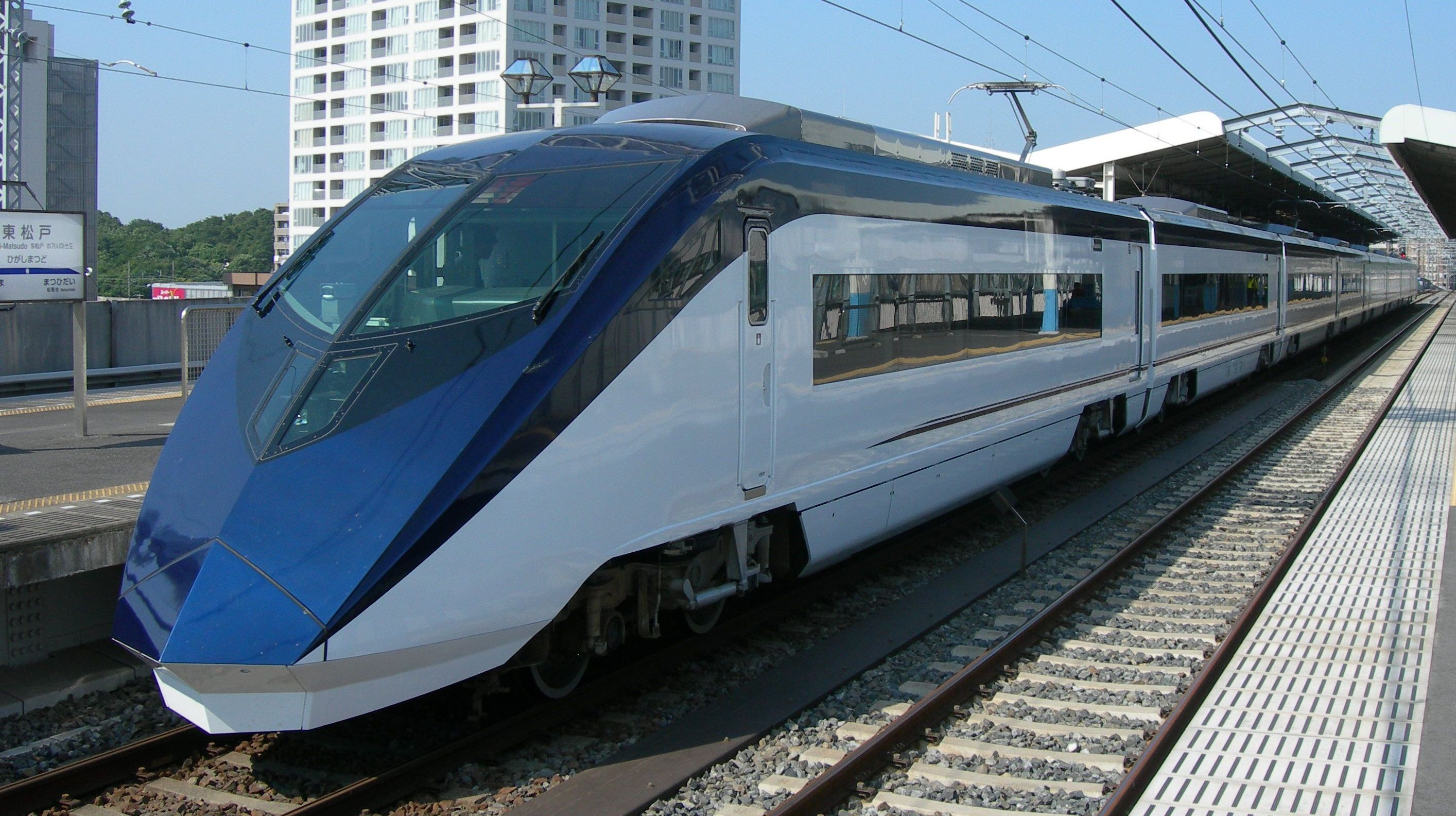
Konkurenční vlak AE společnosti Keisei